# Sint-Vaastkerk (Linde)
De Sint-Vaastkerk (Frans: Église Saint-Vaast) is de parochiekerk van de gemeente Linde in het Franse Noorderdepartement.

## Geschiedenis
Oorspronkelijk stond hier een romaans kerkgebouw, waarvan de vierzijdige vieringtoren uit de 12e eeuw nog is overgebleven. Deze werd gebouwd in ijzerzandsteen. De pilaren onder de viering zijn deels romaans, deels gotisch. Ook de westgevel van de middenbeuk is oud. Deze bevat allerlei steensoorten: ijzerzandsteen, kalksteen, zandsteen en baksteen.
In de 16e en 17e eeuw werd de kerk omgebouwd en uitgebreid tot een driebeukige hallenkerk. In 1702 vond nog een belangrijke verbouwing plaats, getuige het chronogram: Les DisMes L'ont refaICt.

## Interieur
De lambrisering is in rococostijl. Het koorgestoelte is van 1784. De biechtstoelen zijn 18e-eeuws en werden in de lambrisering ingewerkt. De preekstoel is van 1784.
Van 1634 is een basreliëf in Doornikse steen dat François de Mammez voorstelt, kanunnik en heer van Linde, die door Franciscus van Assisi aan Maria wordt voorgesteld. Het oksaal is van ongeveer 1500, vermoedelijk afkomstig uit de kathedraal van Terwaan. Het heeft 15 gepolychromeerde beelden, namelijk de Twaalf apostelen, Paulus, Maria en de Heilige Drievuldigheid.